# Nikaczkowci
Nikaczkowci (bułg. Никачковци) – wieś w środkowej Bułgarii, w obwodzie Gabrowo, w gminie Trjawna. Obecnie miejscowość jest niezamieszkana.